# 페르시스 캄바타
페르시스 캄바타(Persis Khambatta, 1948년 10월 2일 ~ 1998년 8월 18일)는 인도의 모델, 영화배우, 텔레비전 배우이다.
뭄바이에서 태어났으며 뭄바이에서 사망하였다. 사인은 심근 경색이다.

## 영화
- 댓츠 액션 (1991년)
- 피닉스 더 워리어 (1988년)
- 죽음의 음모 (1988년)
- 메가포스군단 (1982년) - 자라 역
- 나이트호크 (1981년)
- 스타 트랙 (1979년)
- 캡틴 클럽 (1975년)
- 검은 다이아몬드 (1975년)